# Амбілінійність
Амбілінійність (від лат. лат. ambo — обидва і лат. linea — лінія) — правило визначення спорідненості, що формує лише одну лінію походження від предка, але дозволяє в кожному поколінні залучати до цього будь-кого з батьків. Виникає комбінація чоловічих і жіночих зв'язків. На основі амбілінійності з'являються такі групи, як ремідж та септа. Зустрічається такий принцип у народів Полінезії, Мікронезії, у деяких племен Північно-західного узбережжя Північної Америки.
Відрізняється від білінійності, де паралельно враховуються дві лінії родичів, як за батьком, так і за матір'ю (див. матрилінійність і патрилінійність). Протилежний принцип — унілінійність. Усі ці терміни в етнографії поєднуються в групу за назвою «лінійність».